# Marc Garcia (motociclista 1967)
Marc Garcia (Marsiglia, 3 agosto 1967) è un pilota motociclistico francese ritiratosi dall'attività agonistica.

## Carriera
Nella 1991 si classifica al quindicesimo posto nel campionato europeo classe 250 con un piazzamento a podio a Mondello Park, la stagione successiva è quinto conquistando punti i tutte le gare tranne una. Per quanto riguarda le partecipazioni alle gare del motomondiale, il suo esordio risale al 1992 in occasione del Gran Premio motociclistico di Francia della classe 250 a cui partecipa in qualità di wild card. Nella classe 500 corre poi con continuità nelle stagioni 1994 e 1995 in sella ad una ROC Yamaha 500 del DR Team Shark. Continua a correre nel contesto del motomondiale anche per la stagione 1996, spostandosi nel Thunderbike Trophy (categoria antesignana del campionato mondiale Supersport inserita nel contesto delle gare del motomondiale), che conclude 16º nella classifica piloti con 30 punti, guidando una Honda; la sua ultima apparizione è invece nel Gran Premio motociclistico della Comunità Valenciana 1999 con una Honda NSR 500 V2 del team Dee Cee Jeans Racing quale pilota sostitutivo.
Oltre che alle competizioni del motomondiale, Garcia ha gareggiato anche nelle prove del mondiale endurance. Ha inoltre partecipato alle due stagioni della Supersport World Series chiudendo all'undicesimo posto nel 1997 in sella ad una Honda e al quarantacinquesimo nel 1998 con una Ducati. Dopo il ritiro dall'agonismo ha aperto una scuola di pilotaggio con il fratello Bernard.

## Risultati in gara

### Motomondiale
| 1992 | Classe | Moto   |  |  |  |  |  |  |  |  |  |     |  |  |  |  |  |  | Punti | Pos. |
| ---- | ------ | ------ |  |  |  |  |  |  |  |  |  | --- |  |  |  |  |  |  | ----- | ---- |
| 1992 | 250    | Yamaha |  |  |  |  |  |  |  |  |  | Rit |  |  |  |  |  |  | 0     |      |

| 1994 | Classe | Moto       |    |    |    |    |    |     |     |     |   |     |    |    |    |     |  |  | Punti | Pos. |
| ---- | ------ | ---------- | -- | -- | -- | -- | -- | --- | --- | --- | - | --- | -- | -- | -- | --- |  |  | ----- | ---- |
| 1994 | 500    | ROC-Yamaha | 20 | 18 | 22 | 16 | 17 | Rit | Rit | Rit | 9 | Rit | 15 | 16 | 13 | Rit |  |  | 11    | 21º  |

| 1995 | Classe | Moto       |    |    |    |     |    |    |    |    |     |    |     |    |    |  |  |  | Punti | Pos. |
| ---- | ------ | ---------- | -- | -- | -- | --- | -- | -- | -- | -- | --- | -- | --- | -- | -- |  |  |  | ----- | ---- |
| 1995 | 500    | ROC-Yamaha | 24 | 13 | 16 | Rit | 16 | 15 | NP | 13 | Rit | 20 | Rit | 17 | 14 |  |  |  | 9     | 26º  |

| 1996 | Classe             | Moto  |    |    |    |   |    |     |    |     |     |     |   |    |    |    |    |  | Punti | Pos. |
| ---- | ------------------ | ----- | -- | -- | -- | - | -- | --- | -- | --- | --- | --- | - | -- | -- | -- | -- |  | ----- | ---- |
| 1996 | Thunderbike Trophy | Honda | NE | NE | NE | 7 | 10 | Rit | 13 | Rit | Rit | Rit | 8 | NE | 12 | NE | NE |  | 30    | 16º  |

| 1999 | Classe | Moto  |  |  |  |  |  |  |  |  |  |  |  |    |  |  |  |  | Punti | Pos. |
| ---- | ------ | ----- |  |  |  |  |  |  |  |  |  |  |  | -- |  |  |  |  | ----- | ---- |
| 1999 | 500    | Honda |  |  |  |  |  |  |  |  |  |  |  | 17 |  |  |  |  | 0     |      |

| Legenda | 1º posto        | 2º posto            | 3º posto            | A punti      | Senza punti        | Grassetto – Pole position Corsivo – Giro più veloce |
| Legenda | Gara non valida | Non qual./Non part. | Ritirato/Non class. | Squalificato | '-' Dato non disp. | Grassetto – Pole position Corsivo – Giro più veloce |

### Campionato mondiale Supersport
| 1997 | Moto  |   |   |    |    |     |    |   |     |     |    |   | Punti | Pos. |
| ---- | ----- | - | - | -- | -- | --- | -- | - | --- | --- | -- | - | ----- | ---- |
| 1997 | Honda | 5 | 5 | 14 | 11 | Rit | 11 | 8 | Rit | Rit | 16 | 7 | 51    | 11º  |

| 1998 | Moto   |     |    |    |  |  |  |  |  |  |  |  | Punti | Pos. |
| ---- | ------ | --- | -- | -- |  |  |  |  |  |  |  |  | ----- | ---- |
| 1998 | Ducati | Rit | NP | 13 |  |  |  |  |  |  |  |  | 3     | 45º  |

| Legenda | 1º posto        | 2º posto            | 3º posto           | A punti      | Senza punti        | Grassetto – Pole position Corsivo – Giro più veloce |
| Legenda | Gara non valida | Non qual./Non part. | Ritirato/Non class | Squalificato | '-' Dato non disp. | Grassetto – Pole position Corsivo – Giro più veloce |